# Tibouchina membranifolia
Tibouchina membranifolia är en tvåhjärtbladig växtart som beskrevs av Célestin Alfred Cogniaux. Tibouchina membranifolia ingår i släktet Tibouchina och familjen Melastomataceae. Inga underarter finns listade i Catalogue of Life.